# Benney
Benney est une commune française située dans le département de Meurthe-et-Moselle, en région Grand Est.

## Géographie
Benney fait partie du département de Meurthe-et-Moselle (54) qui a pour préfecture la ville de Nancy. Située dans le Nord-Est de la France à une altitude de 320 mètres, cette commune s'étend sur plus de 1 800 hectares.

### Localisation
Le territoire de la commune est limitrophe de 8 communes. 
| Ceintrey    | Flavigny-sur-Moselle | Tonnoy         |
| Voinémont   | Benney               | Crévéchamps    |
| Lemainville | Ormes-et-Ville       | Saint-Remimont |

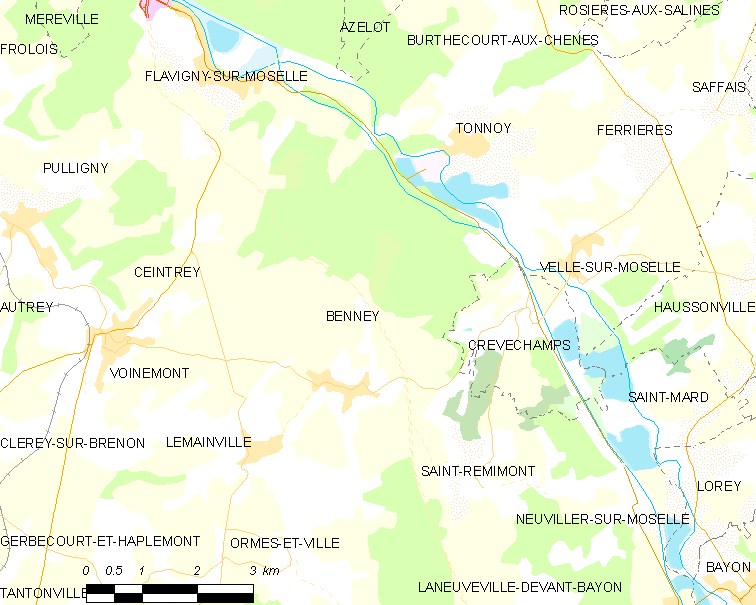
Carte de la commune.
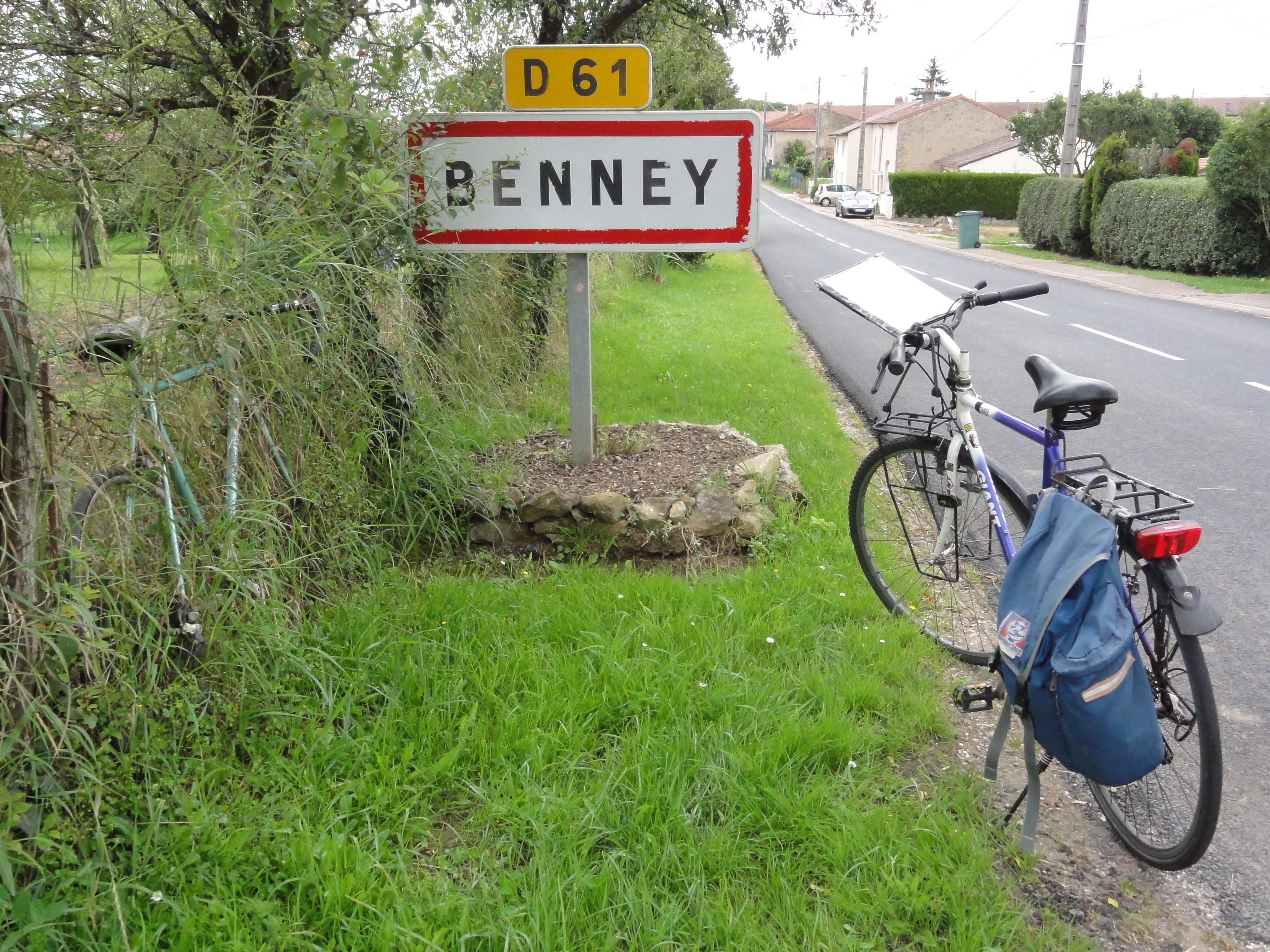
Entrée de Benney.
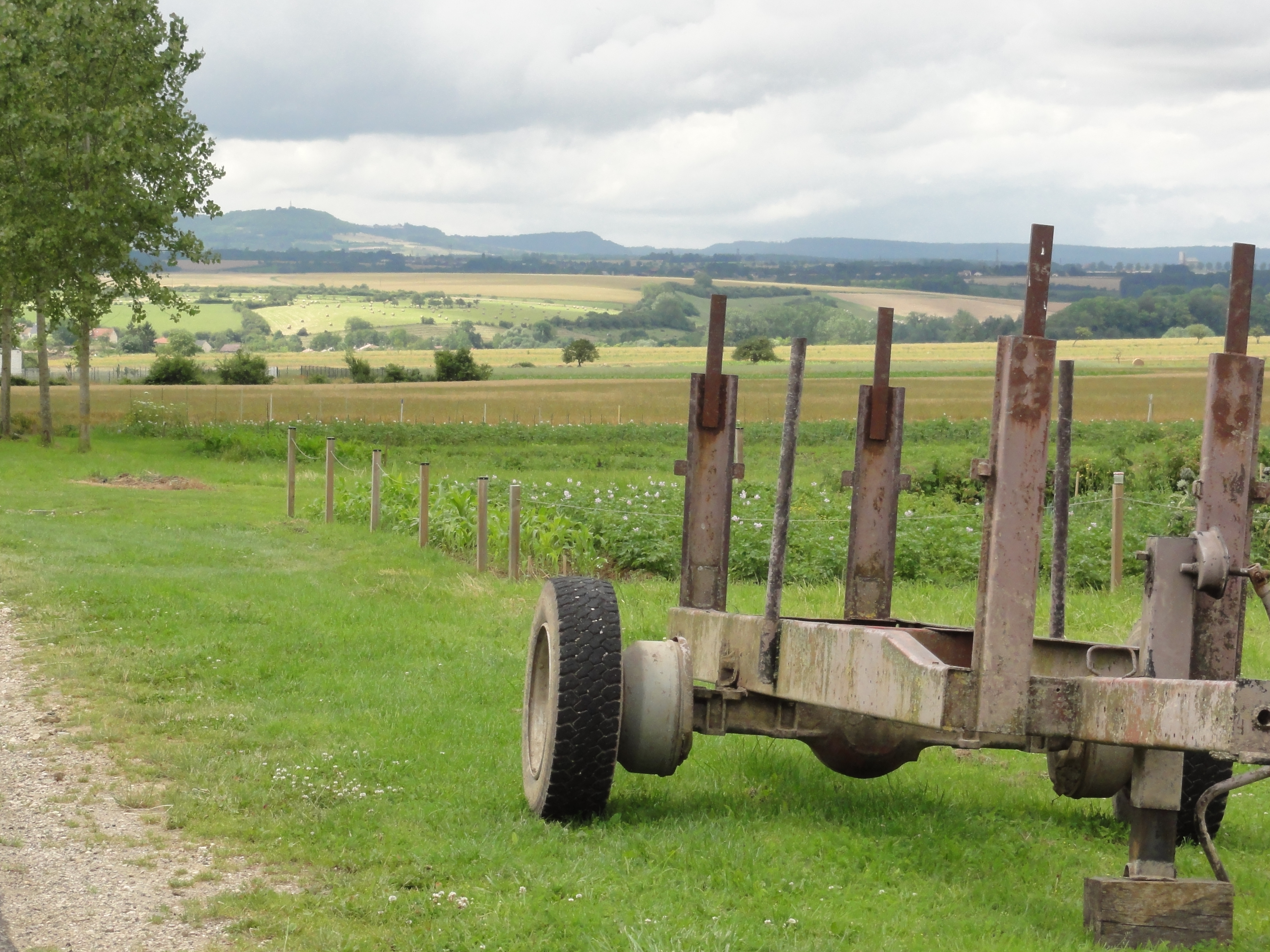
Paysage.

### Hydrographie
La commune est dans le bassin versant du Rhin, au sein du bassin Rhin-Meuse. Elle est drainée par le canal de l'Est (branche Sud), le Grand Ruisseau, le ruisseau de la Deuille, le ruisseau de Parfondrupt, le ruisseau des Clamees, le ruisseau des Vaux et le ruisseau du Moulin d'Orvillers,.
Le canal de l'Est (branche Sud) est un canal, chenal navigable de 73 km qui relie la commune de Chaumousey à celle de Pont-Saint-Vincent où il se jette dans la Moselle. 

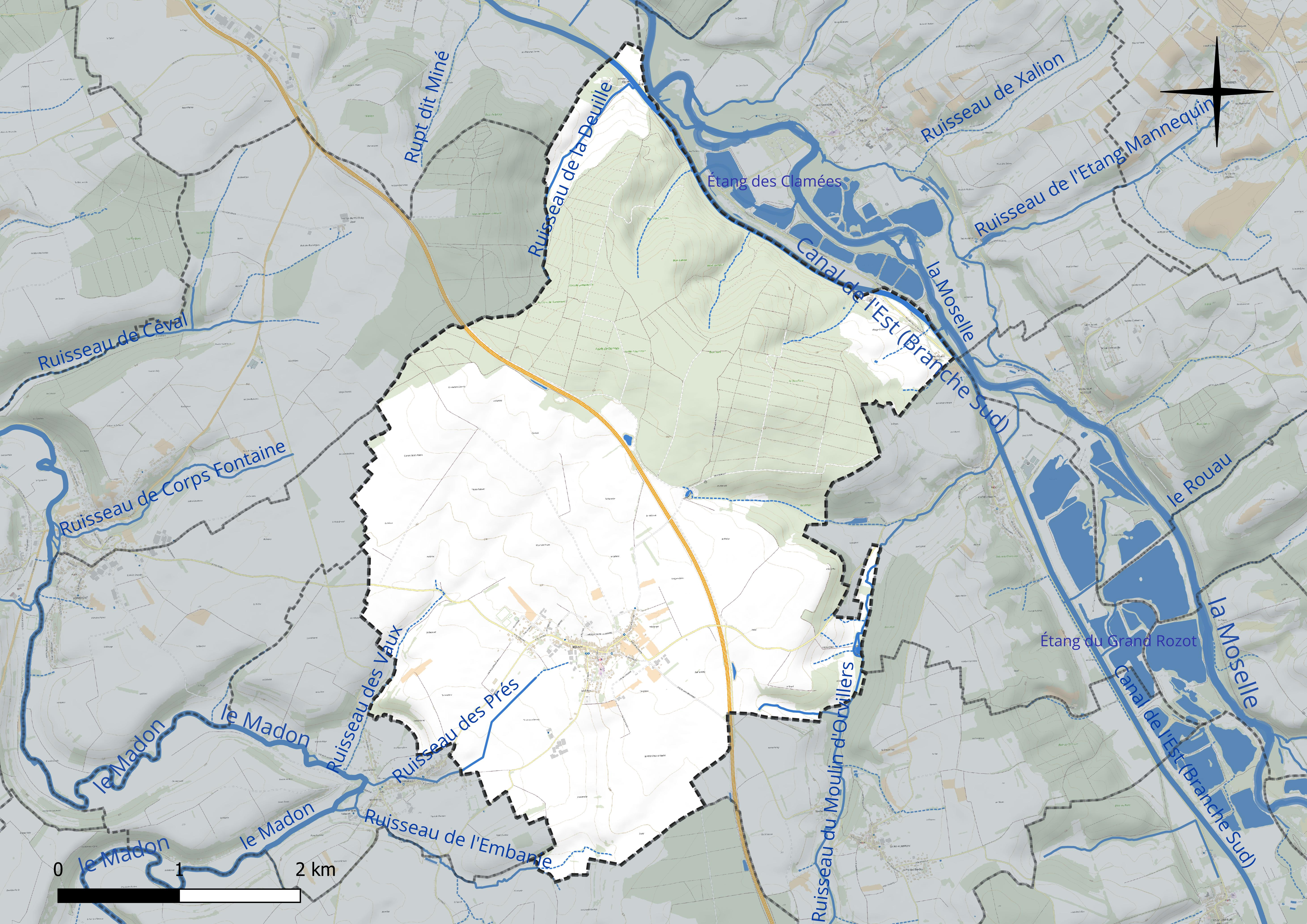
Réseau hydrographique de Benney.

### Climat
Pour des articles plus généraux, voir Climat du Grand Est et Climat de Meurthe-et-Moselle.
En 2010, le climat de la commune est de type climat des marges montargnardes, selon une étude du Centre national de la recherche scientifique s'appuyant sur une série de données couvrant la période 1971-2000. En 2020, Météo-France publie une typologie des climats de la France métropolitaine dans laquelle la commune est exposée à un climat semi-continental et est dans la région climatique  Lorraine, plateau de Langres, Morvan, caractérisée par un hiver rude (1,5 °C), des vents modérés et des brouillards fréquents en automne et hiver. 
Pour la période 1971-2000, la température annuelle moyenne est de 9,4 °C, avec une amplitude thermique annuelle de 17 °C. Le cumul annuel moyen de précipitations est de 853 mm, avec 11,9 jours de précipitations en janvier et 9,5 jours en juillet. Pour la période 1991-2020, la température moyenne annuelle observée sur la station météorologique de Météo-France la plus proche, « Nancy-Essey », sur la commune de Tomblaine à 19 km à vol d'oiseau, est de 11,0 °C et le cumul annuel moyen de précipitations est de 746,3 mm. 
La température maximale relevée sur cette station est de 40,1 °C, atteinte le 24 juillet 2019 ; la température minimale est de −24,8 °C, atteinte le 21 février 1956,,. 
Les paramètres climatiques de la commune ont été estimés pour le milieu du siècle (2041-2070) selon différents scénarios d'émission de gaz à effet de serre à partir des nouvelles projections climatiques de référence DRIAS-2020. Ils sont consultables sur un site dédié publié par Météo-France en novembre 2022.

## Urbanisme

### Typologie
Au 1er janvier 2024, Benney est catégorisée bourg rural, selon la nouvelle grille communale de densité à sept niveaux définie par l'Insee en 2022.
Elle est située hors unité urbaine. Par ailleurs la commune fait partie de l'aire d'attraction de Nancy, dont elle est une commune de la couronne,. Cette aire, qui regroupe 353 communes, est catégorisée dans les aires de 200 000 à moins de 700 000 habitants,.

### Occupation des sols
L'occupation des sols de la commune, telle qu'elle ressort de la base de données européenne d’occupation biophysique des sols Corine Land Cover (CLC), est marquée par l'importance des territoires agricoles (61,6 % en 2018), une proportion sensiblement équivalente à celle de 1990 (61,7 %). La répartition détaillée en 2018 est la suivante : terres arables (45 %), forêts (32,6 %), prairies (16,6 %), milieux à végétation arbustive et/ou herbacée (3,9 %), zones urbanisées (2 %). L'évolution de l’occupation des sols de la commune et de ses infrastructures peut être observée sur les différentes représentations cartographiques du territoire : la carte de Cassini (XVIIIe siècle), la carte d'état-major (1820-1866) et les cartes ou photos aériennes de l'IGN pour la période actuelle (1950 à aujourd'hui).

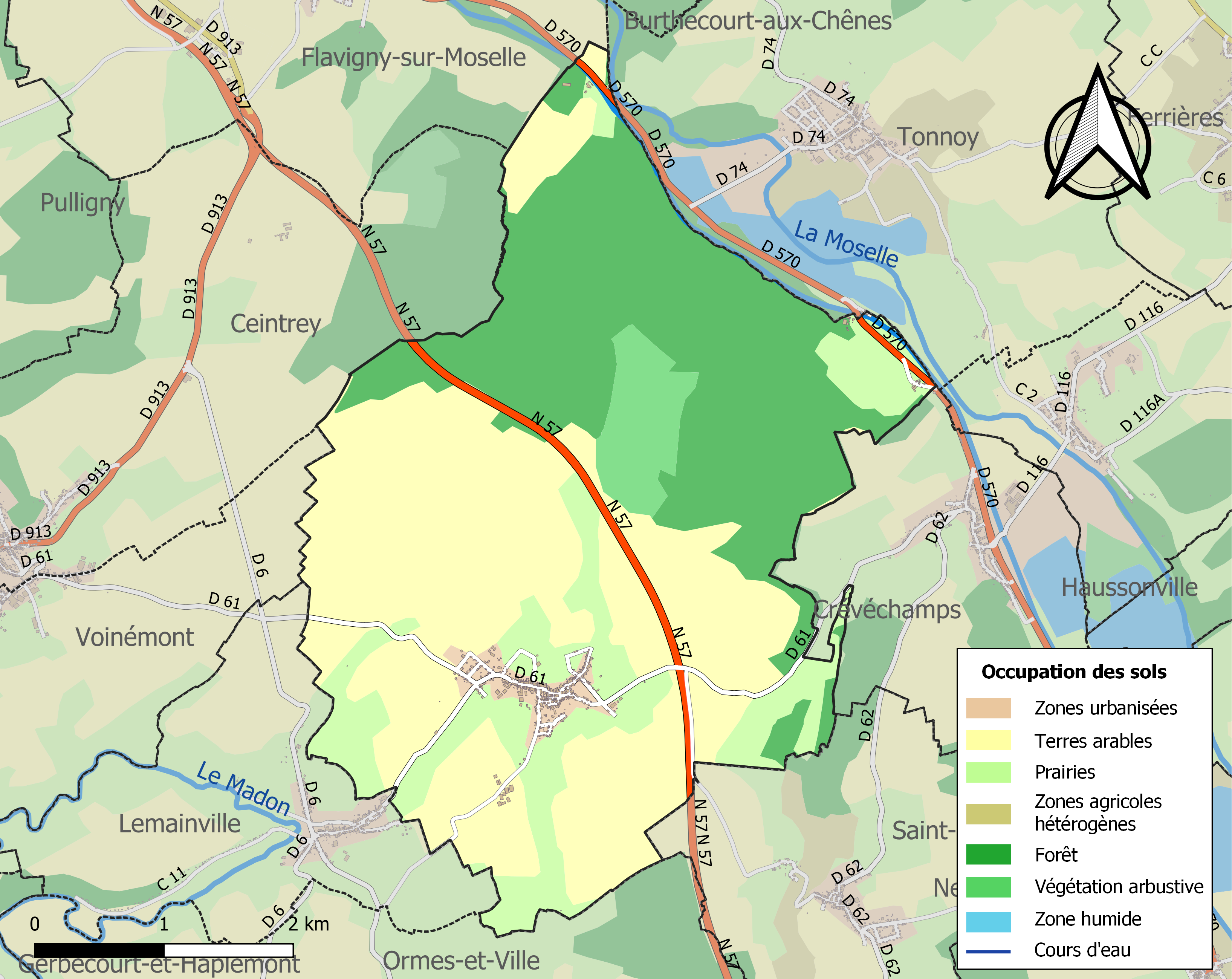
Carte des infrastructures et de l'occupation des sols de la commune en 2018 (CLC).

## Toponymie
Le nom de la localité est attesté sous les formes Ecclesia de Barnei (1090) ; Allodium Ugneys (1127-1168) ; Barney (1244) ; Berneyum (1394) ; Beney (1420) ; Berney (1522).

L'étymologie de ce toponyme provient de l'agglutination du nom de personne germanique Barno et du suffixe -iacum qui signifie la « terre de Barno » diminutif de bernhard (« fort comme un ours »).

## Histoire
- Présences gallo-romaine et franque.

## Politique et administration
| Période                                  | Période   | Identité                                            | Étiquette | Qualité                                                   |
| ---------------------------------------- | --------- | --------------------------------------------------- | --------- | --------------------------------------------------------- |
| Les données manquantes sont à compléter. |           |                                                     |           |                                                           |
| mars 2001                                | mars 2008 | André Barbier                                       | UMP       | Conseiller général du canton d'Haroué (depuis 1998)       |
| mars 2008                                | 2014      | Luc Martin                                          |           |                                                           |
| mars 2014                                | En cours  | Jean-Marc Boulanger, Réélu pour le mandat 2020-2026 |           | Employé civil ou agent de service de la fonction publique |

## Population et société

### Démographie
L'évolution du nombre d'habitants est connue à travers les recensements de la population effectués dans la commune depuis 1793. Pour les communes de moins de 10 000 habitants, une enquête de recensement portant sur toute la population est réalisée tous les cinq ans, les populations de référence des années intermédiaires étant quant à elles estimées par interpolation ou extrapolation. Pour la commune, le premier recensement exhaustif entrant dans le cadre du nouveau dispositif a été réalisé en 2006.

En 2022, la commune comptait 642 habitants, en évolution de −0,31 % par rapport à 2016 (Meurthe-et-Moselle : −0,13 %, France hors Mayotte : +2,11 %).
| 1793 | 1800 | 1806 | 1821 | 1831 | 1836 | 1841 | 1846 | 1851 |
| ---- | ---- | ---- | ---- | ---- | ---- | ---- | ---- | ---- |
| 580  | 608  | 668  | 693  | 732  | 723  | 723  | 725  | 707  |

| 1856 | 1861 | 1872 | 1876 | 1881 | 1886 | 1891 | 1896 | 1901 |
| ---- | ---- | ---- | ---- | ---- | ---- | ---- | ---- | ---- |
| 665  | 677  | 654  | 649  | 590  | 556  | 553  | 554  | 549  |

| 1906 | 1911 | 1921 | 1926 | 1931 | 1936 | 1946 | 1954 | 1962 |
| ---- | ---- | ---- | ---- | ---- | ---- | ---- | ---- | ---- |
| 558  | 554  | 449  | 472  | 454  | 433  | 389  | 406  | 422  |

| 1968 | 1975 | 1982 | 1990 | 1999 | 2006 | 2011 | 2016 | 2021 |
| ---- | ---- | ---- | ---- | ---- | ---- | ---- | ---- | ---- |
| 407  | 376  | 367  | 465  | 517  | 581  | 628  | 644  | 647  |

| 2022 | - | - | - | - | - | - | - | - |
| ---- | - | - | - | - | - | - | - | - |
| 642  | - | - | - | - | - | - | - | - |

## Économie

### Secteur public
L'école de Benney accueille les enfants de la petite section au CM2 des communes alentour que sont Lemainville, Ormes-et-ville, Saint-Remimont et Herbémont.

### Secteur primaire
Forêt. Céréales. Bovins.

## Activité sportive

### Sports proposés
- Club de foot Haroué-Benney,
- Ferme équestre du Ménil Saint Michel.

### Équipements sportifs
Le village compte actuellement 9 équipements sportifs :
- 1 court de tennis ;
- 3 équipements équestres ;
- 1 plateau-EPS ;
- 1 salle non spécialisée ;
- 2 terrains de grands jeux ;
- 1 divers équipements sports de nature.

## Vie associative
La petite commune du Saintois comporte les associations suivantes  :
- Rando Club des 3 Vallées ;
- Resto Mômes ;
- Planet'Ado ;
- Multi Accueil « Globe Trotters » ;
- Les Mirabelles : activité sportive.

## Culture locale et patrimoine

### Lieux et monuments
- Église Saint-Martin du XIXe siècle.
- Monument aux morts.
- Croix de chemin.
- Vestiges de constructions romaines au Petit Bois (lieu-dit Vieux-Château).
- Huilerie et nombreuses maisons XVIIIe siècle et XIXe siècle.
- Fontaines.
- Canal de l'Est.
- Forêt de Benney.

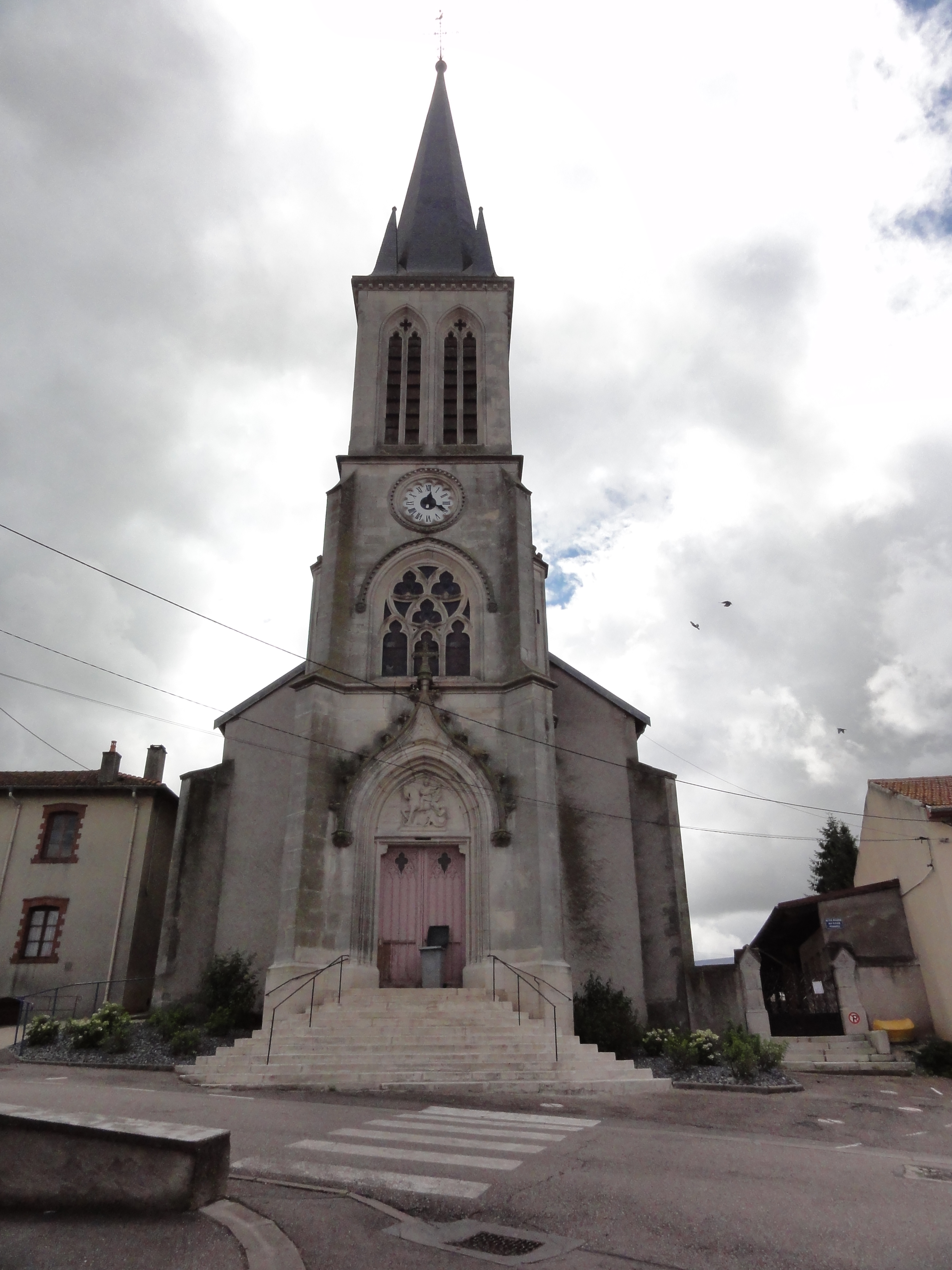
Église Saint-Martin.
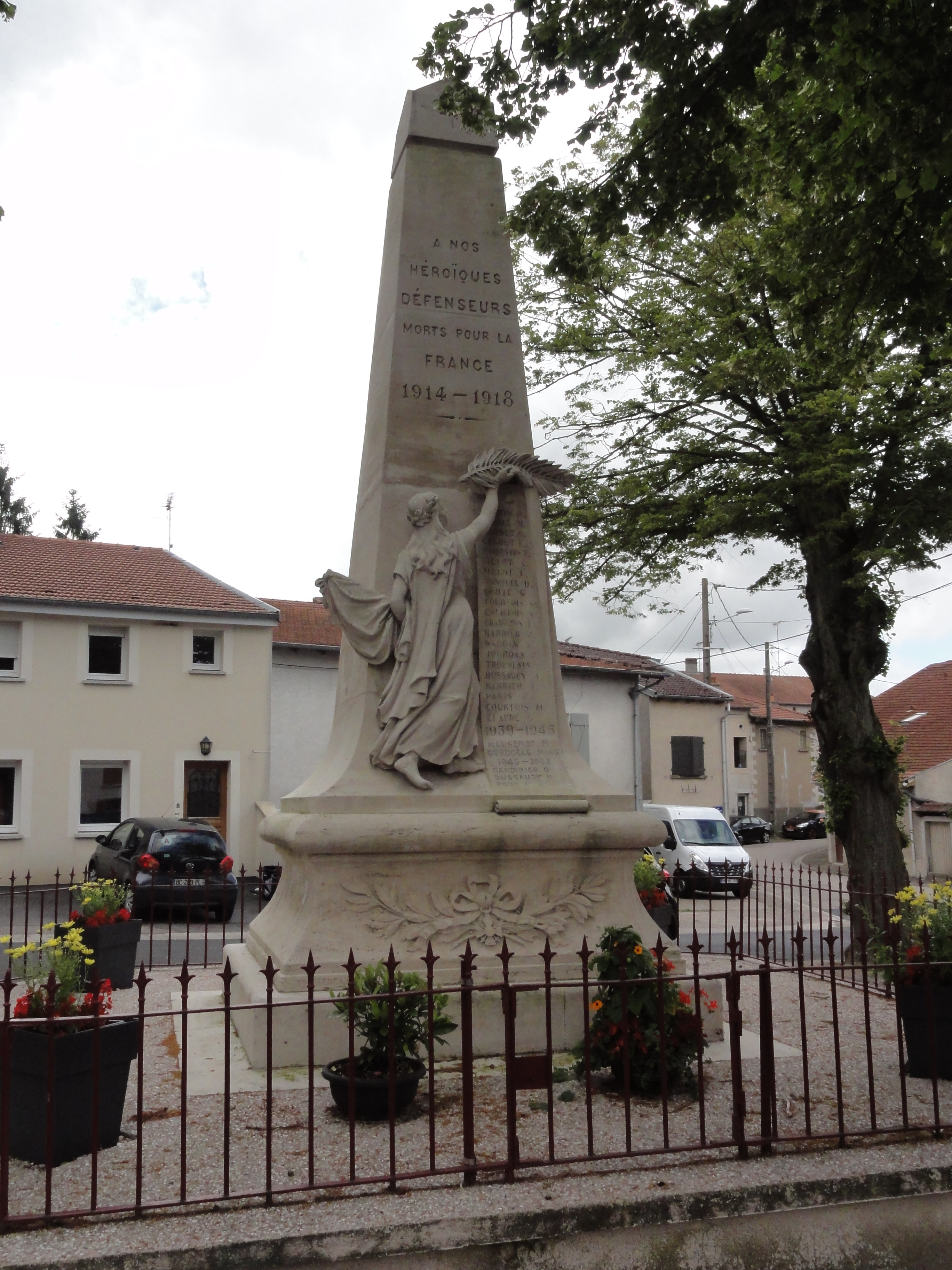
Monument aux morts.
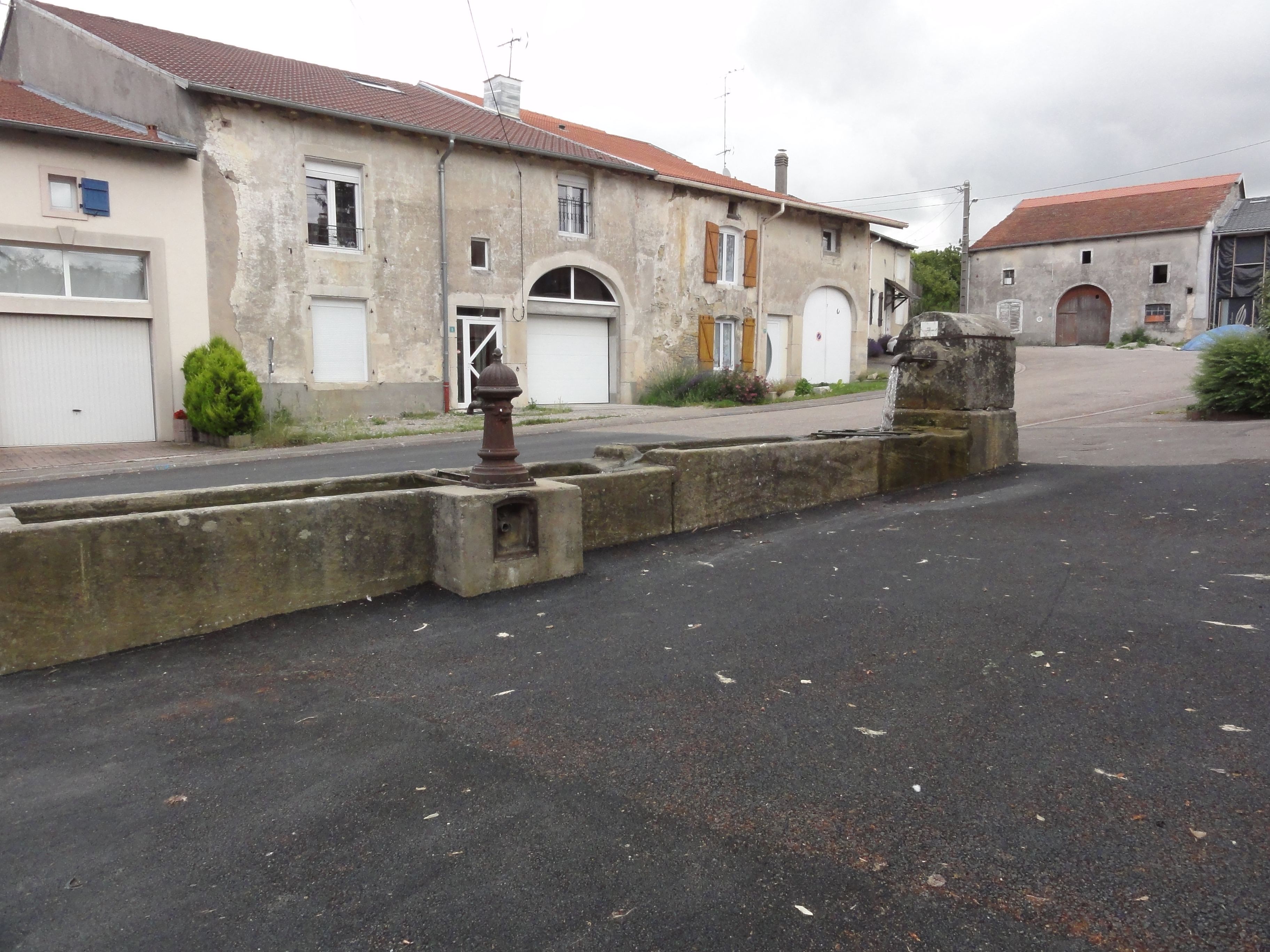
Pompe-fontaine et anciennes maisons.
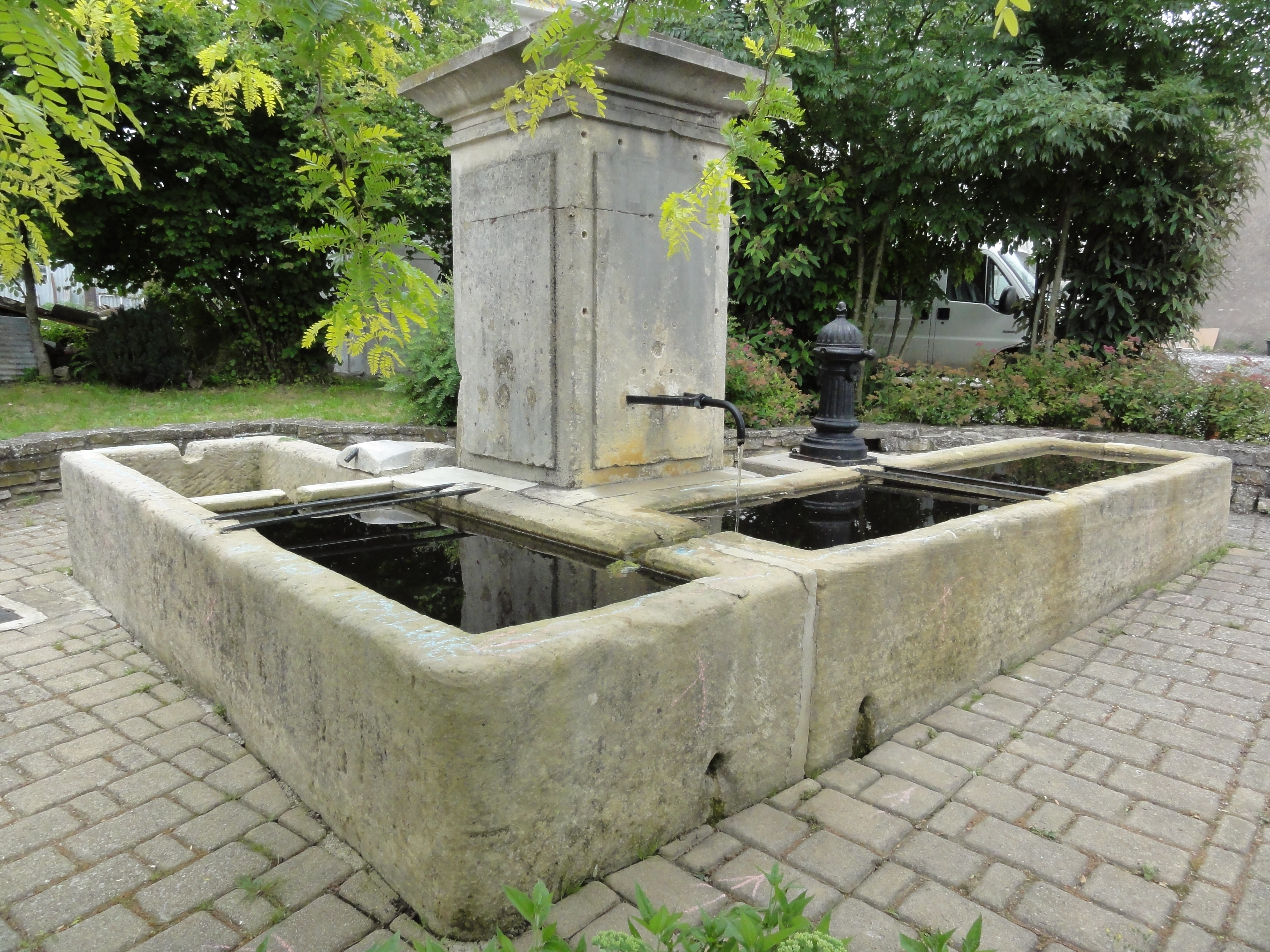
Fontaine-lavoir.

### Personnalités liées à la commune
- François Mater (1785-1862) et son fils Joseph François (1821-1858), menuisiers à Benney dans la première moitié du XIXe siècle, spécialisés dans la fabrication de meubles[26].

### Héraldique, logotype et devise
| Blason de Benney | Blason  | D'argent à trois chevrons de gueules, au chef du même chargé de trois alérions du champ. |
| Blason de Benney | Détails | Benney dépendait des ducs de Lorraine, d’où le chef aux armes ducales. La commune faisait partie du marquisat d’Haroué qui avait pour blason trois chevrons. Le statut officiel du blason reste à déterminer. |